# 1052 w polityce

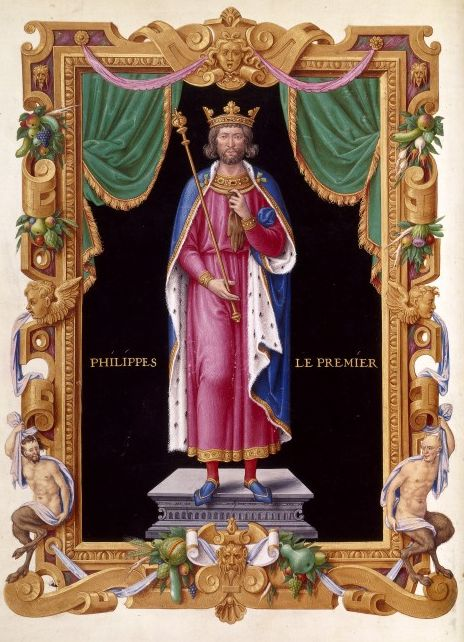
Filip I, król Francji

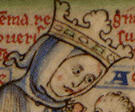
Emma z Normandii

Wydarzenia polityczne w 1052 roku.

## Wydarzenia
- Godwin z Kentu, earl Wessex, wraca z wygnania do Anglii[1]. Król Edward Wyznawca przywraca mu wszystkie urzędy i zaszczyty. Syn Godwina jako Harold II na krótko obejmie tron Anglii w 1066[2].

## Urodzili się
- 23 maja Filip I, król Francji[3][4].
- Konrad II Bawarski, znany jako Konrad Dziecię, syn Henryka III Salickiego[5] (zm. 1055).

## Zmarli
- 4 października Włodzimierz Jarosławowicz, syn Jarosława I Mądrego[6], książę nowogrodzki.
- Emma z Normandii, córka księcia Ryszarda I Nieustraszonego, żona królów Anglii Ethelreda II Bezradnego i Knuta Wielkiego[7]. Wśród jej dzieci byli między innymi Edward Wyznawca i Hardekanut.